# Wahlen zum Repräsentantenhaus der Vereinigten Staaten 1802
Bei den Wahlen zum Repräsentantenhaus der Vereinigten Staaten 1802 wurden in den Vereinigten Staaten ab dem 26. April 1802 an verschiedenen Wahltagen die Abgeordneten des Repräsentantenhauses gewählt. Die Wahlen waren Teil der allgemeinen Wahlen zum 8. Kongress der Vereinigten Staaten in jenem Jahr, in dem auch ein Drittel der US-Senatoren gewählt wurde. Da die Wahlen etwa in der Mitte der ersten vierjährigen Amtszeit von Präsident Thomas Jefferson (Midterm Election) stattfanden, galten sie auch als Votum über die bisherige Politik des Präsidenten.
Zum Zeitpunkt der Wahlen bestanden die Vereinigten Staaten aus 16 Bundesstaaten. Die Zahl der zu wählenden Abgeordneten betrug 142. Die Sitzverteilung im Repräsentantenhaus basierte auf der Volkszählung von 1800. Durch das dabei festgestellte Wachstum der Bevölkerung wurde die Zahl der Abgeordneten im Repräsentantenhaus entsprechend angehoben. Die Anhebung um 36 Sitze kam fast ausschließlich der Demokratisch-Republikanischen Partei von Präsident Jefferson zugute, die einen erdrutschartigen Sieg verbuchen und sich damit eine Zweidrittelmehrheit im Repräsentantenhaus sichern konnte. Die Föderalisten konnten lediglich ein Mandat im Vergleich zu ihrem letzten Wahlergebnis hinzugewinnen. Das Ergebnis war ein eindeutiges Votum für den Präsidenten und seine Politik.
Frauen und Sklaven waren weder wahlberechtigt noch wählbar. In vielen Bundesstaaten waren auch freie Afroamerikaner von der Wahl ausgeschlossen. Das Wahlrecht für freie Männer war außerdem an einen gewissen Grundbesitz oder an ein bestimmtes Steueraufkommen gebunden.

## Wahlergebnis
- Demokratisch-Republikanische Partei: 103 (68) Sitze
- Föderalistische Partei: 39 (38) Sitze

Gesamt: 142
In Klammern sind die Ergebnisse der letzten regulären Wahlen von 1800. Veränderungen im Verlauf der Legislaturperiode, die nicht die Wahlen an sich betreffen, sind bei diesen Zahlen nicht berücksichtigt, werden aber im Artikel über den 8. Kongress im Abschnitt über die Mitglieder des Repräsentantenhauses bei den entsprechenden Namen der Abgeordneten vermerkt. Das Gleiche gilt für Wahlen in Staaten, die erst nach dem Beginn der Legislaturperiode der Union beitraten. Daher kommt es in den Quellen gelegentlich zu unterschiedlichen Angaben, da manchmal Veränderungen während der Legislaturperiode in die Zahlen eingearbeitet wurden und manchmal nicht.